# Бегемоты
Бегемоты, гиппопотамы (лат. Hippopotamus) — род парнокопытных, в который входит один современный вид, обыкновенный бегемот, и значительное число вымерших. Как показали молекулярные исследования, это одна из самых древних групп среди копытных млекопитающих.
Первое название «бегемот» произошло от др-евр. בהמות — «зверьё», второе название пришло в латынь из греческого лат. Hippopotamus < др.-греч. ἱπποποτάμιος < ἵππος ὁ ποτάμιος, дословно означает «речная лошадь».
Карликовый бегемот принадлежит к другому роду, Hexaprotodon.

## Виды
- Hippopotamus amphibius — обыкновенный бегемот, или гиппопотам.
- † Hippopotamus antiquus — европейский бегемот

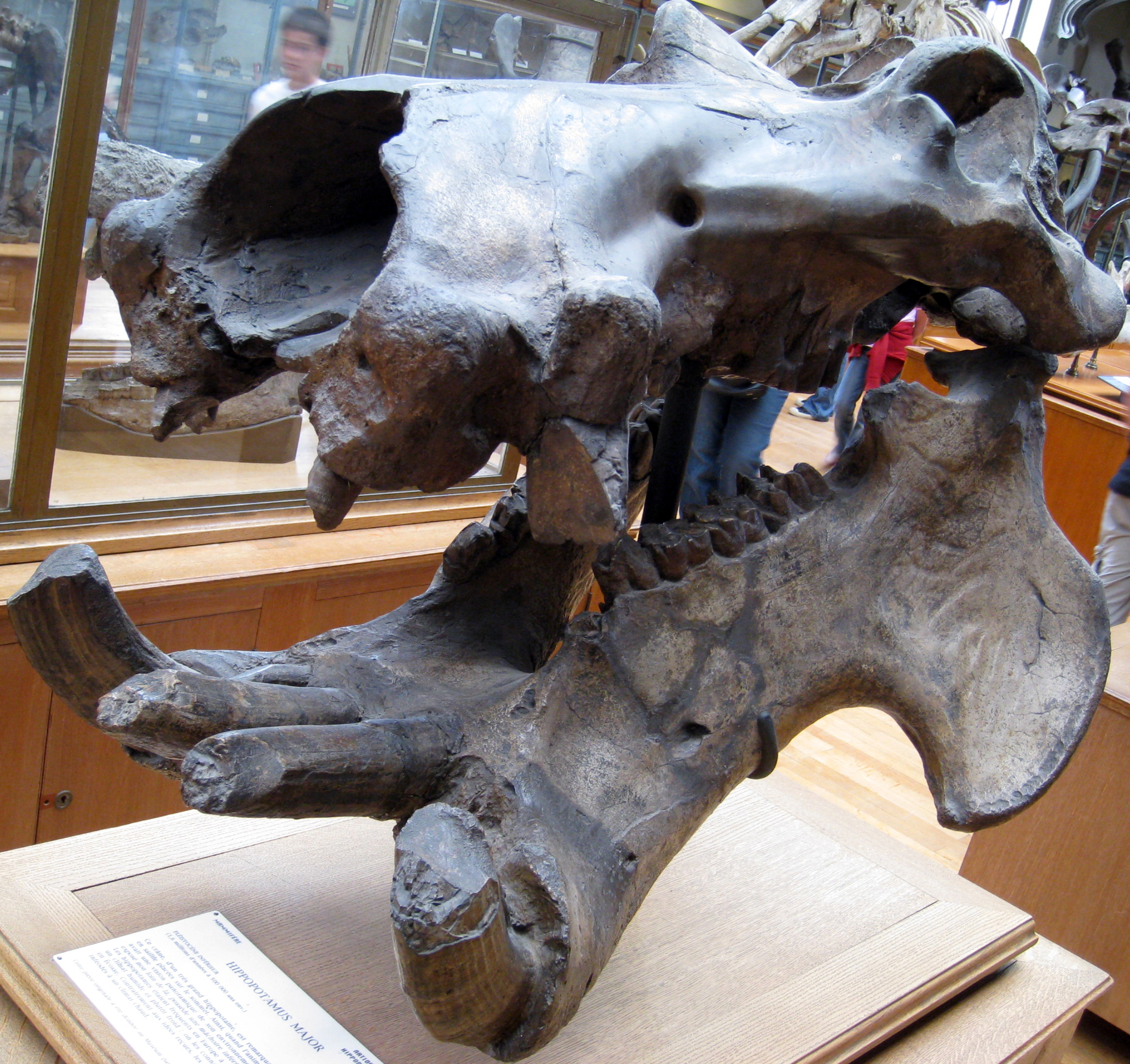
Череп гигантского бегемота

- † Hippopotamus creutzburgi — критский карликовый бегемот
- † Hippopotamus gorgops
- † Hippopotamus laloumena
- † Hippopotamus lemerlei
- † Hippopotamus madagascariensis
- † Hippopotamus major — гигантский бегемот
- † Hippopotamus melitensis — Мальтийский карликовый бегемот, или мальтийский бегемот
- † Hippopotamus minor — кипрский карликовый бегемот
- † Hippopotamus pentlandi

Виды, условно относимые к роду Hippopotamus.
- † Hippopotamus aethiopicus
- † Hippopotamus afarensis (Trilobophorus afarensis)
- † Hippopotamus behemoth
- † Hippopotamus kaisensis
- † Hippopotamus sirensis